# 孟买海滨大道

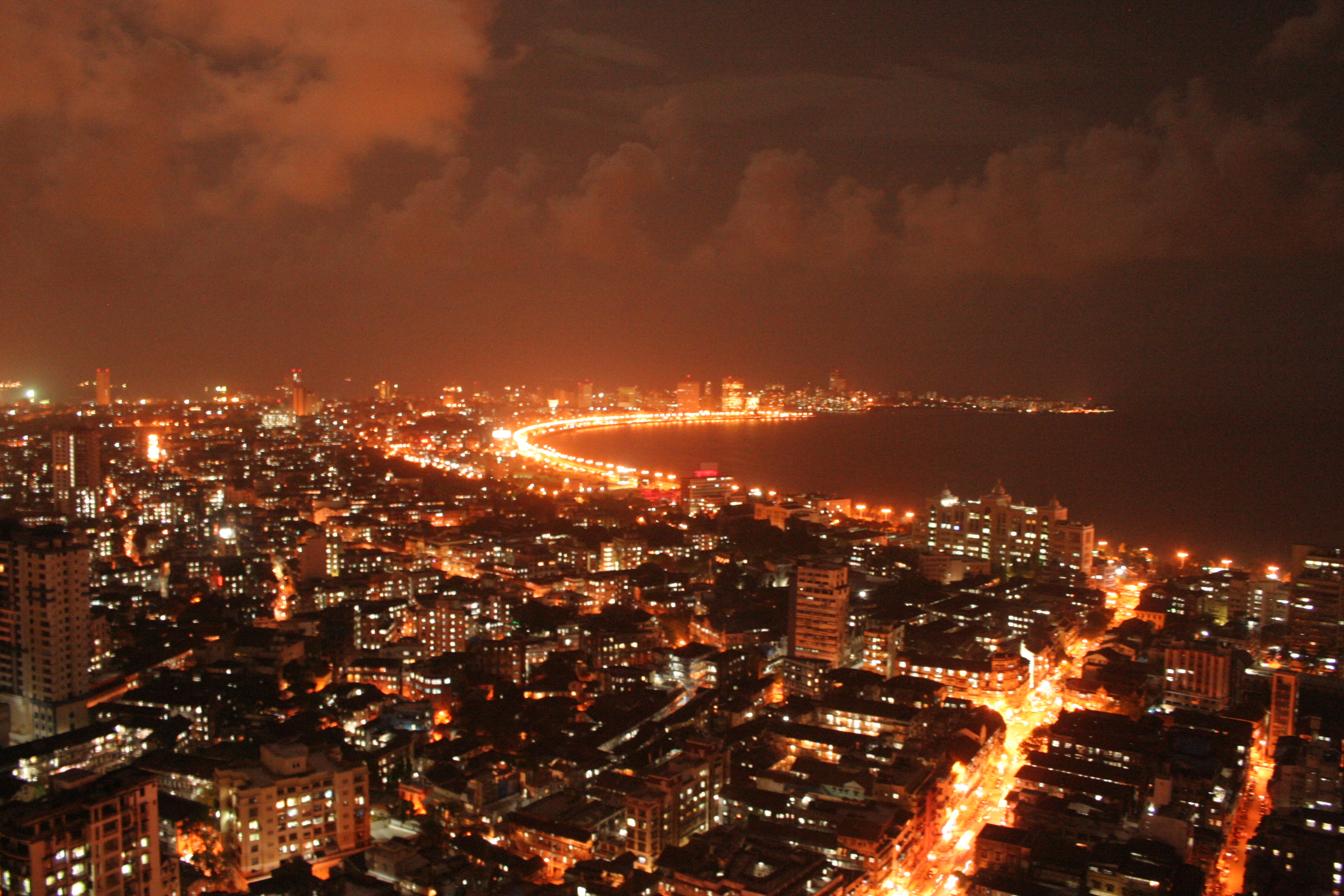
入夜的孟买海滨大道

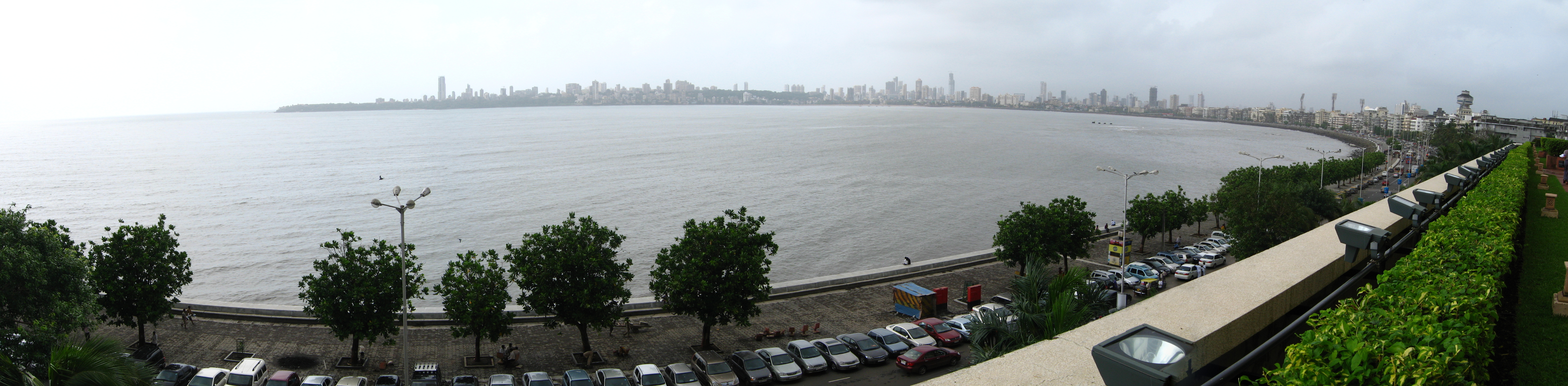
孟买海滨大道, Back Bay, Mumbai

孟买海滨大道是孟买南区一条3千米长的林荫大道。

## 简介
海滨大道最精彩之处是沿路散步。许多市民在此呼吸新鲜空气，观看每天的日出。
大部分建筑由富裕的帕西人建造，建筑风格属于1920年代和1930年代流行的艺术装饰式样。美国的迈阿密是世界上唯一沿海岸的艺术装饰建筑多于孟买的城市。
沿路的房地产价格是印度最高的。许多名人居住在这里。许多旅馆点缀着大道，其中最突出的是奥布罗伊酒店, 洲际酒店和其他较小旅馆。孟买海滨大道也是连接位于纳里曼点的中央商务区和该市其他地方的首选道路。
孟买海滨大道又被称为女王的项链，因为在夜间从高处观看海滨大道沿线的路灯如同一串珍珠。

## 重大事件
- 在2008年，孟买发生的連環恐怖襲擊事件中，恐怖份子曾在位于海滨大道上的奥布罗伊酒店挟持40多名西方人士作为人质与印度军队对峙。

## 图片集

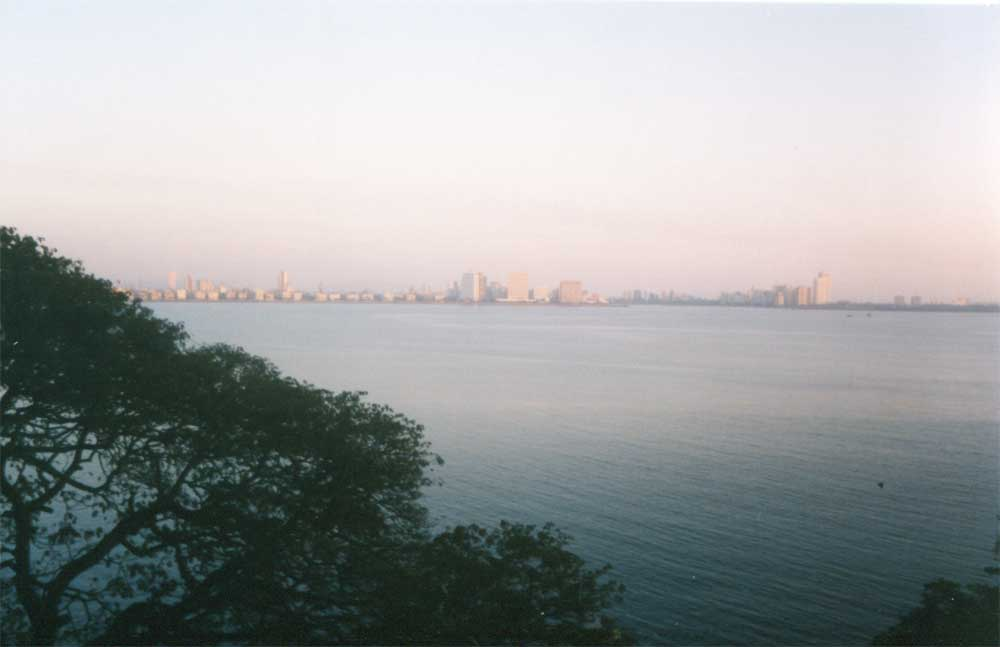
孟买海滨大道日出时分的天际线
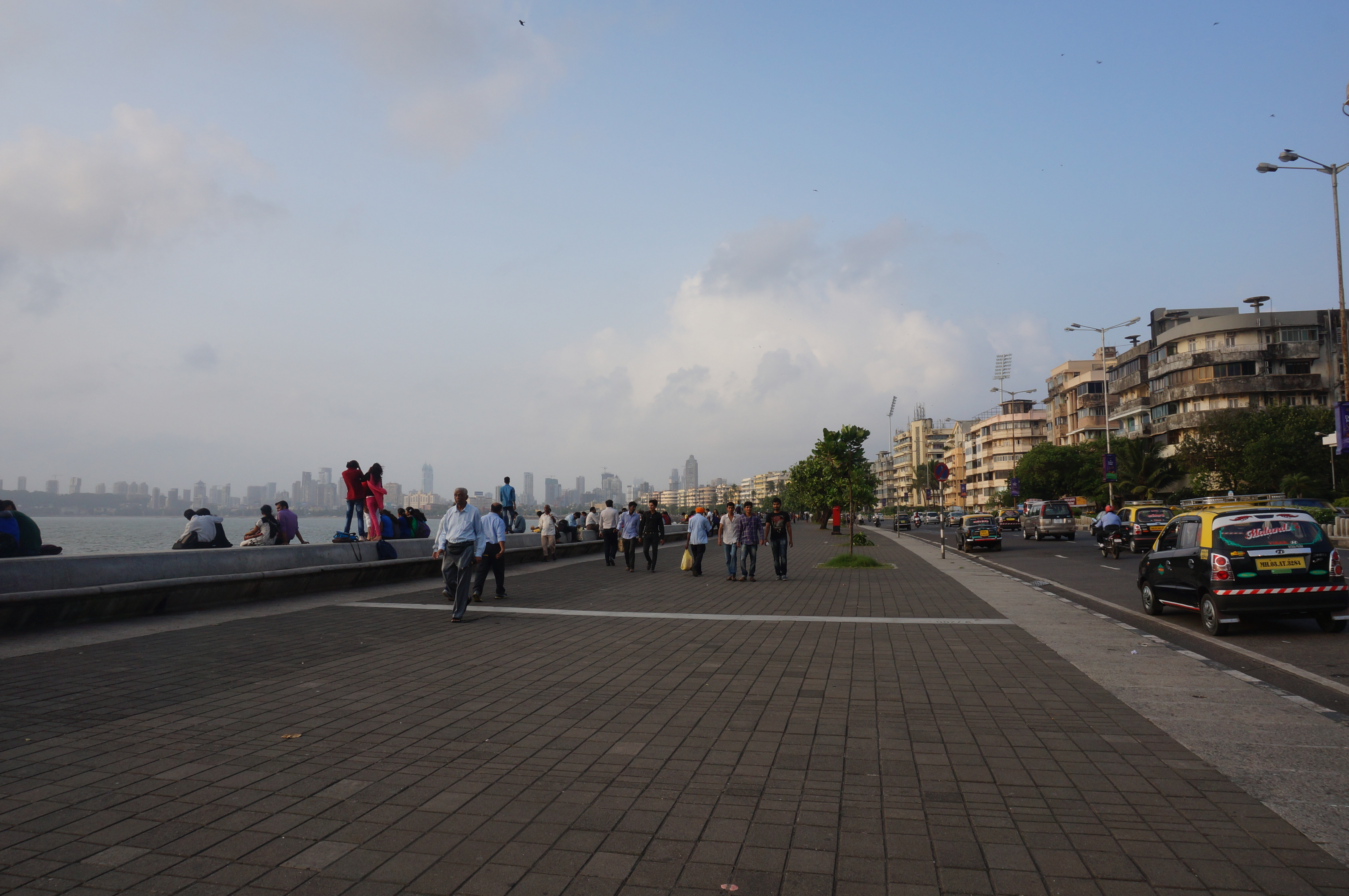
滨海大道的人行道
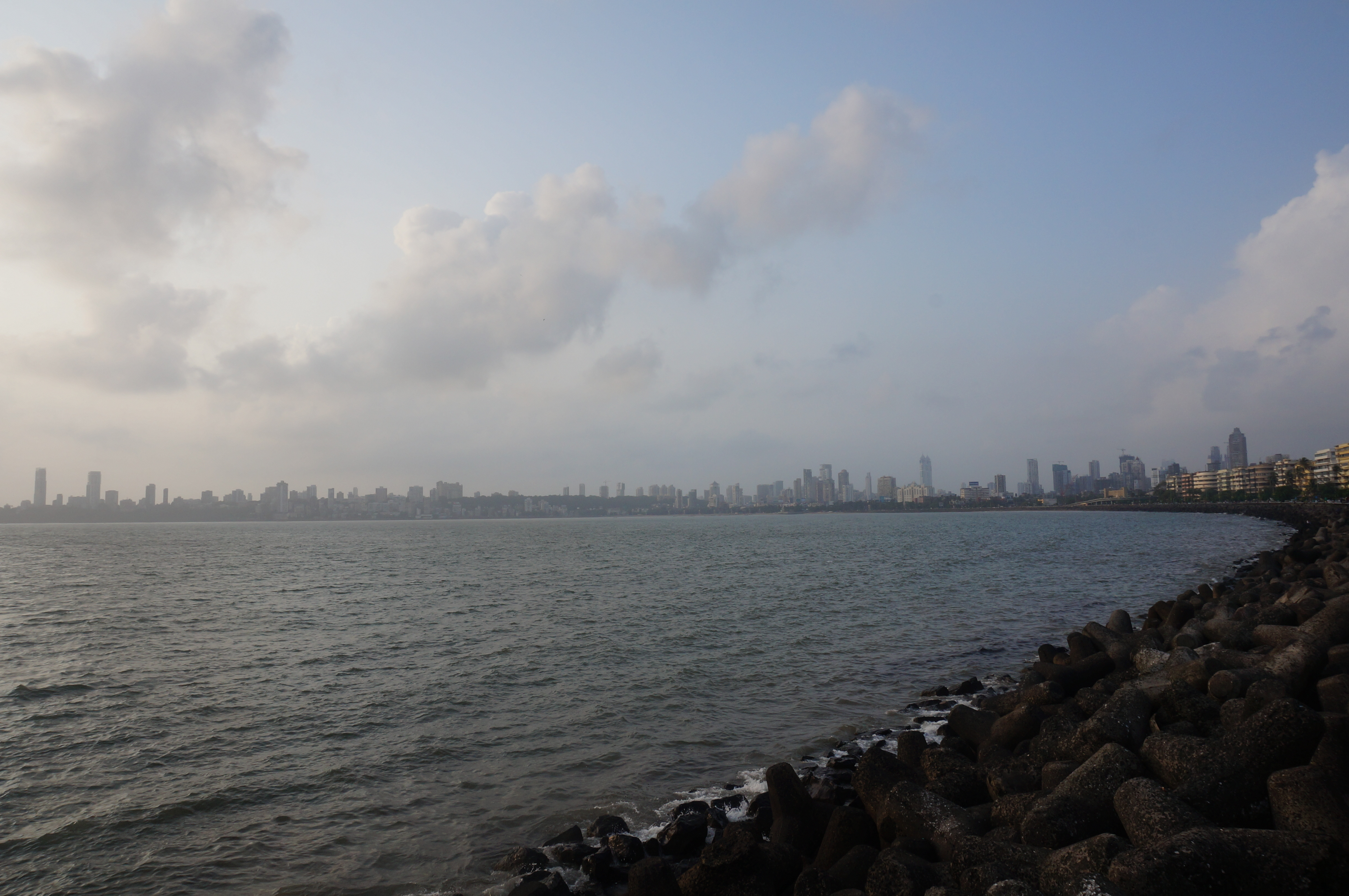
从滨海大道望去的孟买天际线
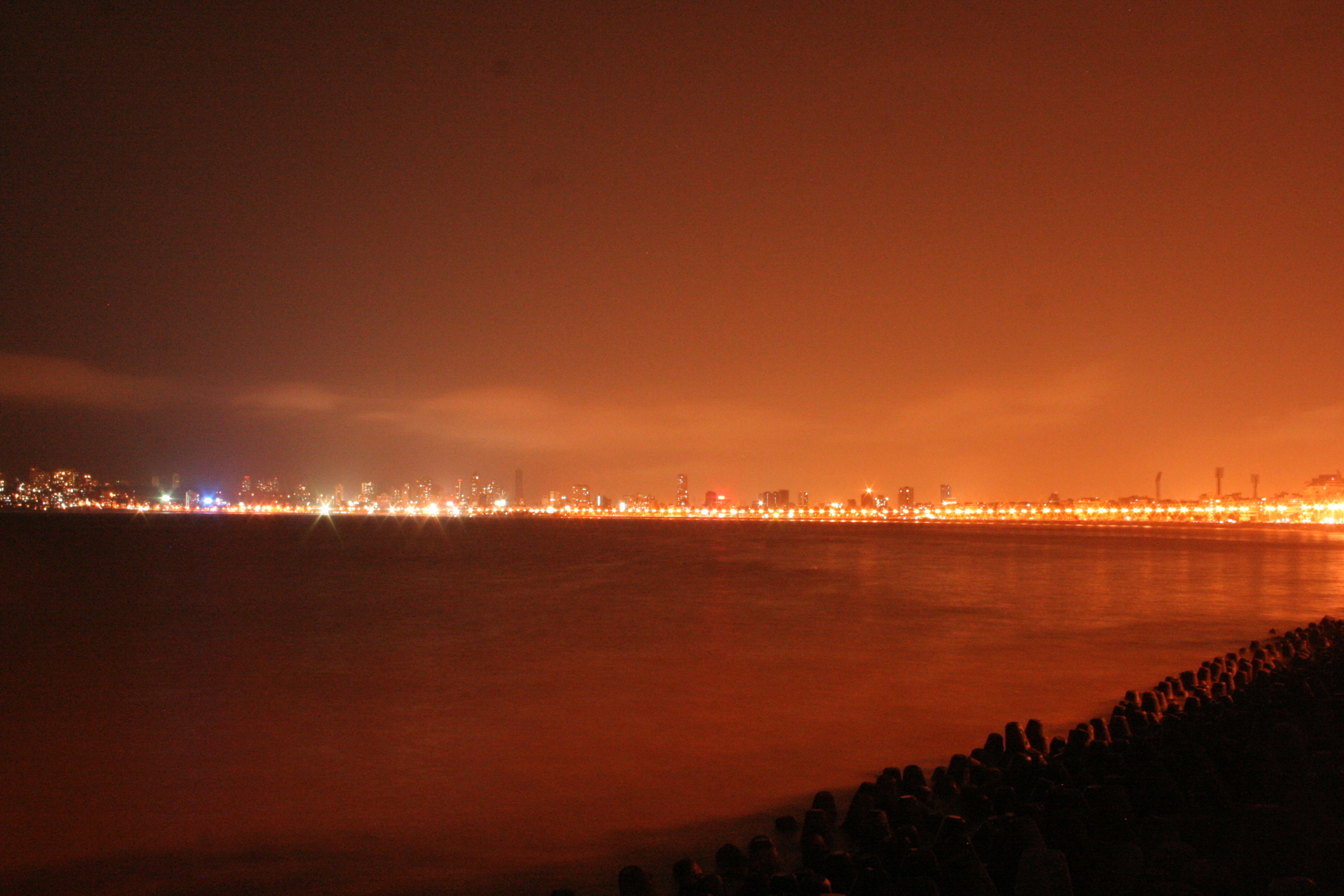
海滨大道夜晚
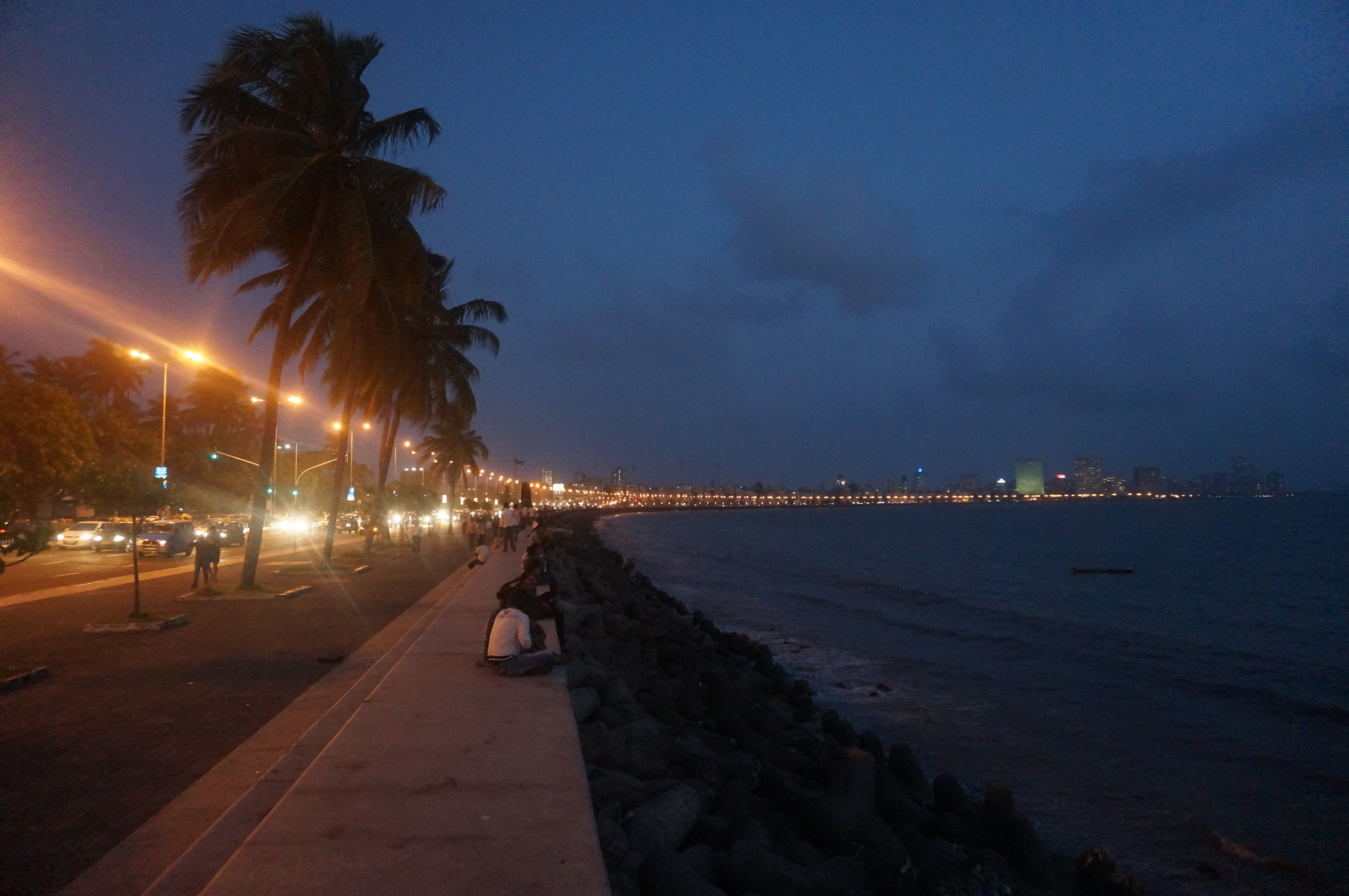
孟买滨海大道夜景犹如项链一般